# دوري الدرجة الأولى الليتواني 1927
دوري الدرجة الأولى الليتواني 1927 هو الموسم 6 من دوري الدرجة الأولى الليتواني. أشرف على تنظيمه اتحاد ليتوانيا لكرة القدم، وكان عدد الأندية المشاركة فيه 16، وفاز فيه LFLS Kaunas ‏.